# Attalea attaleoides
Attalea attaleoides är en enhjärtbladig växtart som först beskrevs av João Barbosa Rodrigues, och fick sitt nu gällande namn av Jan Gerard Wessels Boer. Attalea attaleoides ingår i släktet Attalea och familjen Arecaceae. Inga underarter finns listade i Catalogue of Life.